# Time Will Crawl
Time Will Crawl è un brano musicale del 1987 scritto ed interpretato dal cantautore inglese David Bowie, secondo singolo estratto dal suo album Never Let Me Down del 1987.
La traccia, che Bowie definì la sua canzone preferita dell'album, fu ispirata dagli eventi del disastro di Chernobyl e dall'idea che qualcuno che conosci, magari proprio il tuo vicino di casa, possa essere l'artefice della fine del mondo. Il singolo raggiunse la posizione numero 33 nella Official Singles Chart e la numero 7 nella Billboard Mainstream Rock Tracks Chart statunitense.

## Descrizione
Time Will Crawl venne composta e registrata da Bowie sul finire del 1986 ai Mountain Studios di Montreux, Svizzera. Egli produsse la registrazione insieme a David Richards. Inizialmente, la traccia si intitolava How We War, ma Bowie cambiò il titolo prima dell'uscita dell'album. Dal punto di vista testuale, la canzone parla di un'inevitabile distruzione del pianeta causata dall'industrializzazione selvaggia. Bowie ha citato come fonte di ispirazione il disastro nucleare di Chernobyl dell'aprile 1986, e si trovava in Svizzera all'epoca dei fatti. Egli disse: «Mi stavo prendendo una pausa dalla registrazione [...] era una bella giornata ed eravamo fuori su un piccolo prato che si affacciava sulle Alpi e sul lago. Il nostro ingegnere del suono, che stava ascoltando la radio, uscì dallo studio e urlò: "Stanno succedendo un sacco di cazzate in Russia!". La radio svizzera aveva raccolto la testimonianza di una stazione radio norvegese che urlava - a chiunque volesse ascoltare - che enormi nuvole fluttuanti si stavano spostando dalla Russia, e che non erano nuvole di pioggia». In un'altra intervista contemporanea, Bowie dichiarò che il brano "tratta dell'idea che qualcuno nella tua propria comunità potrebbe essere il responsabile della fine del mondo." All'epoca, egli dichiarò anche che Time Will Crawl era la sua canzone preferita del disco.
Time Will Crawl venne pubblicata su singolo nel giugno 1987 dalla EMI, con lato B del 45 giri una cover di Tina Turner, Girls (1987).
Nel 2008, una nuova versione remixata del brano (la "MM Remix" prodotta da Mario J. McNulty) è stata inclusa nella compilation iSelect di David Bowie. McNulty rimosse la traccia originale di batteria, aggiungendo una nuova parte eseguita da Sterling Campbell ed anche nuovi strumenti, incluso un quartetto d'archi. Fu allora, che Bowie espresse il desiderio di rimettere mano anche agli altri brani presenti in Never Let Me Down, progetto che venne portato a termine solo dopo la sua morte con l'uscita del CD Never Let Me Down 2018 inserito nel box set Loving the Alien (1983-1988) (2018).

## Video
Per il brano venne girato un videoclip promozionale diretto da Tim Pope. Il video fu girato durante le prove del Glass Spider Tour, e contiene un'anticipazione dell'elaborato numero di danza che sarebbe stato utilizzato durante i concerti del tour in occasione dell'esecuzione delle canzoni Loving the Alien (1985), Fashion (1980) e Sons of the Silent Age (1977). I ballerini della tournée (Melissa Hurley, Constance Marie, Craig Allen Rothwell, Viktor Manoel, e Stephen Nichols) sono tutti presenti nel video insieme ai chitarristi Peter Frampton e Carlos Alomar. Toni Basil, vecchia amica di Bowie, si occupò della coreografia.

## Tracce
UK 7" single
1. Time Will Crawl – 4:03 (Single Version)
2. Girls – 4:13 (Single Edit)

UK 12" single
1. Time Will Crawl (Extended dance mix) – 6:11
2. Time Will Crawl (LP version) – 4:18
3. Girls (Extended edit) – 5:35

UK 12" single #2
1. Time Will Crawl (Dance crew mix) – 5:43
2. Time Will Crawl (Dub) – 5:23
3. Girls (Japanese version) – 4:06

## Formazione
- David Bowie – voce
- Carlos Alomar – chitarra
- Sid McGinnis – chitarra
- Erdal Kizilcay – basso, batteria, tastiera
- David Richards – produzione

MM Remix
- Sterling Campbell – batteria
- Martha Mooke, Krista Bennion Feeney, Robert Chausow & Matthew Goeke – quartetto d'archi
- Gregor Kitzis – arrangiamento sezione archi
- Mario J. McNulty – ingegnere del suono

## Accoglienza
Generalmente, la stampa musicale considera il brano uno dei migliori del Bowie della seconda metà degli anni ottanta. Il biografo di Bowie Nicholas Pegg lodò sia la produzione che il testo della canzone, scrivendo: "Il testo, inoltre, è tra i migliori sull'album, un piacevole ritorno a un approccio non lineare che dipinge uno scenario di desolazione, devastazione nucleare e mutazioni genetiche che rimanda a Diamond Dogs." Il critico di AllMusic Dave Thompson gradì la canzone per il suo "testo ecologista, la strepitosa prova vocale di Bowie, e un favoloso assolo di Sid McGinnis alla chitarra", considerato una "rarità" per il Bowie di fine anni ottanta.
Entertainment Weekly incluse il video di Time Will Crawl nella lista dei migliori 20 videoclip di Bowie dopo la morte dell'artista nel 2016, e lodò la performance di Bowie scrivendo: "...fate solo attenzione al modo nel quale si muove Bowie nel video. Non ci sono movimenti casuali, è tutto attentamente studiato. Persino quando Bowie non si veste da Ziggy Stardust o Aladdin Sane, non è possibile staccargli gli occhi di dosso."